# 浦沿駅
浦沿駅（ほえんえき）は、中華人民共和国浙江省杭州市浜江区浦沿路と東冠路の交差点に位置する杭州地下鉄4号線の駅。

## 歴史
- 2018年1月9日：開業[1]。

## 駅構造
島式ホーム1面2線を有する地下駅。駅の北側に片渡り線、南側に引き上げ線2線が設置されている。

### のりば

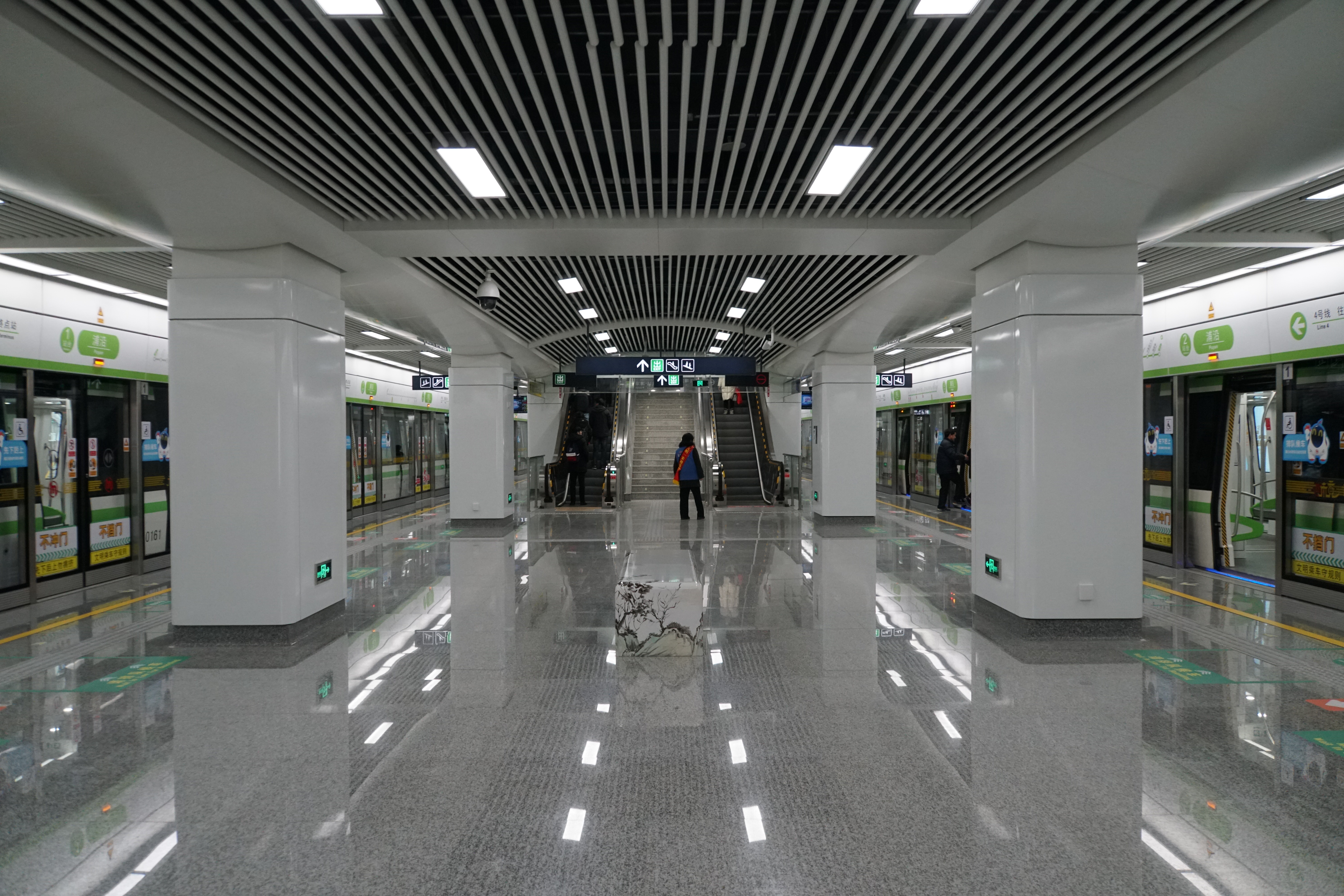
ホーム

| 路線    | 方向 | 行先                 |
| ------- | ---- | -------------------- |
| ■ 4号線 | -    | 降車ホーム           |
| ■ 4号線 | 上り | 火車東站・池華街方面 |

（出典：杭州地下鉄:站内空间示意图）

### 地下街
「站前町」という名の地下街が位置しており、テナントとしては主に飲食店が中心となっている。D出口に沿った長い通路に配置されており、2019年10月25日に開業した。

## 駅周辺
- 金盛曼城
- 杭州浦沿農貿市場
- 金盛・嘉悦広場
- 金盛科技園
- 浮力森林苑
- 新浦苑
- 杭州市浦沿小学教育集団(浦沿校区)
- 浦沿公寓

## 隣の駅
杭州地下鉄
■ 4号線
浦沿駅 - 楊家墩駅